# No es lo mismo
No es lo mismo és el nom del setè àlbum d'estudi gravat pel cantautor espanyol Alejandro Sanz, Va ser llançat al mercat pel segell discogràfic WEA Llatina el 2 de setembre de 2003. Tres anys després del seu últim àlbum d'estudi El alma al aire (2000). El va produir una vegada més el propi artista amb la col·laboració del músic cubà Lulo Pérez i el guitarrista espanyol Paco de Lucía. S'editaren els senzill No es lo mismo on hi participa el bateria Vinnie Colaiuta, He sido tan feliz contigo, Eso, Regálame la silla donde te esperé i Try to save your song. A part d'una reedició posterior amb un DVD de la gira "No es lo mismo". Fou guardonat amb un dels Premis Ondas 2003.

## Llista de cançons
1. No es lo Mismo - 6:04
2. Hoy Llueve, Hoy Duele - 4:52
3. He Sido Tan Feliz Contigo - 3:52
4. Try To Save Your S'ong - 3:42
5. Eso - 4:17
6. Labana - 5:28
7. Sandy a Orilla do Mundo - 3:27
8. 12 Por 8 - 4:40
9. Al Olvido Invito Yo - 4:21
10. Regálame la Silla Donde Te Esperé - 4:50
11. Lo Diré Bajito - 4:33
12. Sí, He Cantado Mal - 0:21

## Posició a les llistes

### Àlbum
| Any  | Llista                                     | Posició | Setmanes en llista |
| ---- | ------------------------------------------ | ------- | ------------------ |
| 2003 | Billboard Latin Pop Albums                 | 2       | 23                 |
| 2003 | Billboard Top Latin Albums                 | 2       | 29                 |
| 2003 | Billboard The Billboard 200                | 128     | 3                  |
| 2003 | Billboard Top Heatseekers                  | 3       | 11                 |
| 2003 | Billboard Top Heatseekers (Pacific)        | 4       | 3                  |
| 2003 | Billboard Top Heatseekers (South Atlantic) | 1       | 9                  |

### Senzills
| Any  | Llista                           | Canço                             | Posició | Setmanes en llista |
| ---- | -------------------------------- | --------------------------------- | ------- | ------------------ |
| 2003 | Billboard Hot Latin Songs        | No Es lo Mismo                    | 4       | 17                 |
| 2003 | Billboard Latin Pop Airplay      | No Es lo Mismo                    | 3       | 24                 |
| 2003 | Billboard Latin Tropical Airplay | No Es lo Mismo                    | 23      | 8                  |
| 2003 | Billboard Hot Latin Songs        | Regálame La Silla Donde Te Esperé | 23      | 8                  |
| 2003 | Billboard Latin Pop Airplay      | Regálame la Silla Donde Te Esperé | 16      | 13                 |
| 2004 | Billboard Hot Latin Songs        | Eso                               | 25      | 7                  |
| 2004 | Billboard Latin Pop Airplay      | Eso                               | 13      | 13                 |

## Llistes de vendes
| País         | Proveïdor    | Certificacions |
| Europa       |              |                |
| Espanya      | Promusicae   | 8x Platí       |
| Unió Europea | IFPI         | 2x Platí       |
| Amèrica      |              |                |
| Estats Units | RIAA (Latin) | 1x Platí       |
| Argentina    | CAPIF        | 3x Platí       |
| Mèxic        | Amprofon     | 2x Platí       |
| Brasil       | ABPD         | Or             |